# شب مردگان زنده: تاریکی سپیده دم
شب مردگان زنده: تاریکی سپیده دم (به انگلیسی: Night of the Living Dead: Darkest Dawn) یک فیلم ترسناک انیمیشن کامپیوتری محصول سال ۲۰۱۵ به کارگردانی محمدرضا سهامی مغانلو و محمد سلطانی است و به تهیه کنندگی سایمون وست.   این اثر بازسازی فیلم شب مردگان زنده است.

## بازیگران
- تونی تاد به عنوان بن [۳]
- دانیل هریس به عنوان باربارا [۴]
- بیل مسلی به عنوان جانی [۵]
- رانگاناتان مدهوان به عنوان تام [۶]
- جوزف پیلاتو به عنوان هری کوپر [۷]
- سیدنی تمیا پوآتیه به عنوان تامی [۸]
- الونا تال به عنوان هلن کوپر
- تام سایزمور به عنوان رئیس مک کلان
- سارا هیبل به عنوان جودی
- جسی کورتی به عنوان خبرنگار خبر
- آناستازیا روارک به عنوان سوزان دونالدون
- کرنل وماک به عنوان شکارچی دیتز
- ارین برزول به عنوان جودی [۹]
- مایک دیسکینت به عنوان تام [۱۰]
- تک ناین به عنوان زامبی

تا به امروز هیچ بررسی ای برای این فیلم توسط راتن تومیتوز جمع آوری نشده است. 